# David Rumsey (Kartensammler)

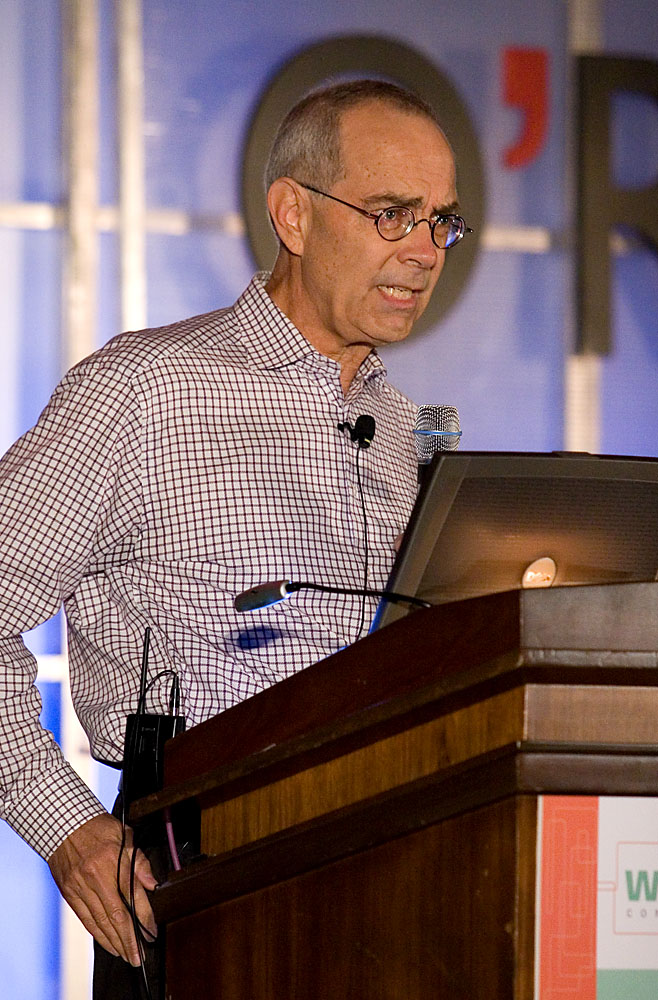
David Rumsey auf der 2005 'Where 2.0 Conference'

David Rumsey (geboren 1944) ist ein amerikanischer Kartensammler und der Gründer der David Rumsey Historical Map Collection. Er ist außerdem Präsident von Cartography Associates, einem digitalen Verlagsunternehmen mit Sitz in San Francisco.

## Lebenszyklus
Rumsey hat einen Bachelor of Arts und einen Master of Fine Arts von der Yale University und war Gründungsmitglied von Yale Research Associates in the Arts, auch bekannt als PULSA, einer Gruppe von Künstlern, die mit elektronischen Technologien arbeiten. Er war 1966 auch Eingeweihter der Skull and Bones Society bevor er stellvertretender Direktor der American Society for Eastern Arts in San Francisco wurde und später eine 20-jährige Karriere in der Immobilienentwicklung und -finanzierung einschlug, während der er eine lange Verbindung zu Charles Feeneys General Atlantic Holding Company in New York City hatte und dort tätig war als Präsident und Direktor mehrerer seiner Immobilientochtergesellschaften. General Atlantic wurde schließlich zu Atlantic Philanthropies, einer auf den Bermudas ansässigen philanthropischen Stiftung, die eine der größten Wohltätigkeitsorganisationen der Welt ist.

## Kartensammlung

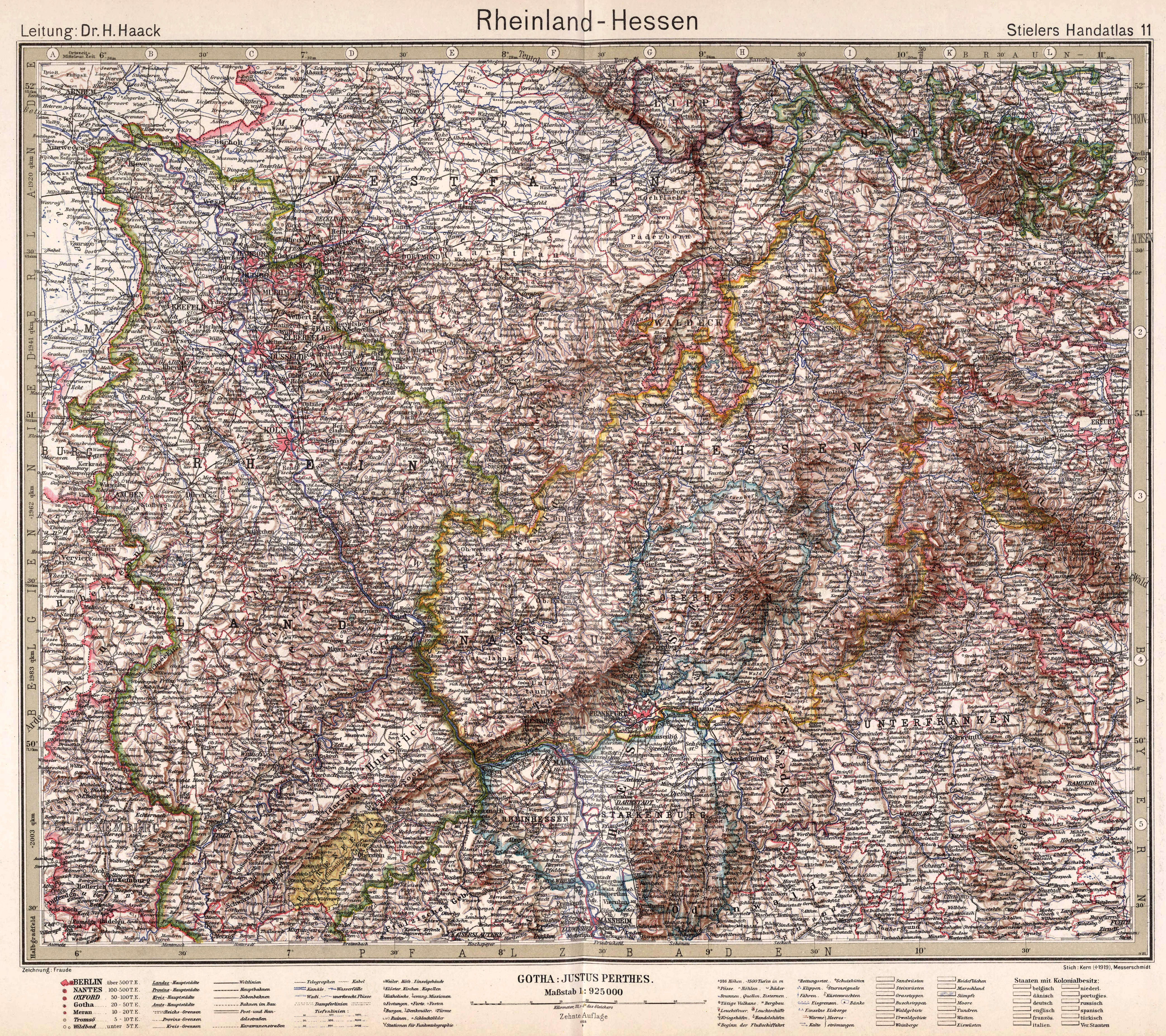
Stielers Handatlas, 1925, Karte 11, Rheinland-Hessen

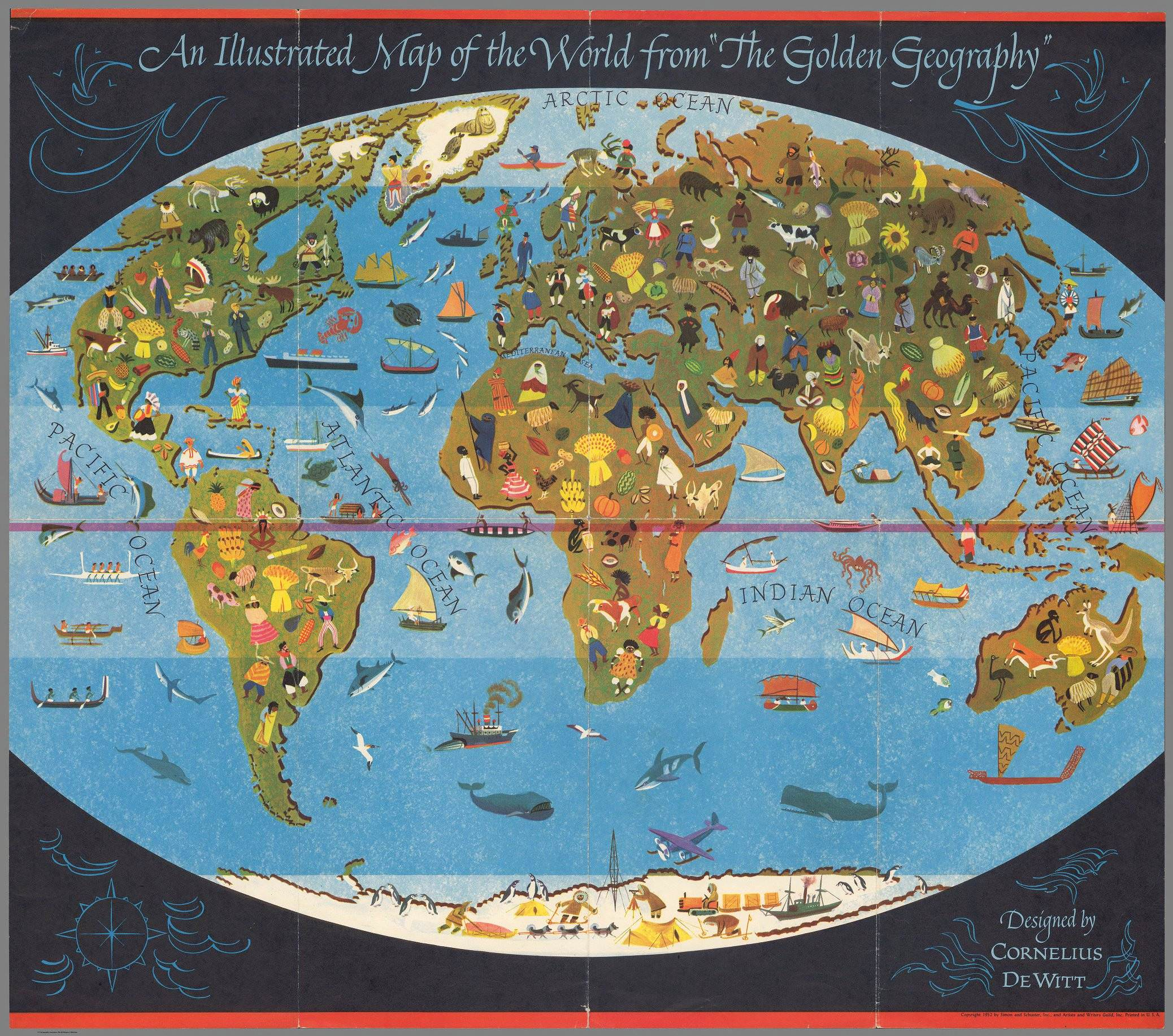
An illustrated map of the world from the Golden Geography, designed by Cornelius de Witt, 1952

Rumsey hat seit den frühen 1980er Jahren mehr als 150.000 seltene Karten aus dem 16. bis 21. Jahrhundert gesammelt, die die ganze Welt abdecken. Die Sammlung umfasst separate Karten, Atlanten, Globen, Geographiebücher, (Entdeckungs-)Reisebücher und Seekarten und ist kostenlos auf seiner Website verfügbar. Die gesamte Sammlung ist im David Rumsey Map Center untergebracht, das am 19. April 2016 im Bing Wing of Green Library der Stanford University eröffnet wurde. Das Zentrum enthält seltene Karten und Atlanten sowie hochauflösende interaktive Bildschirme zum Anzeigen digitaler Kartografie. Die Website davidrumsey.com bleibt eine separate öffentliche Quelle.
Für die Veröffentlichung seiner Kartensammlung über seine kostenlose Website erhielt Rumsey 2002 einen Ehrenpreis von der Special Libraries Association (SLA), einer globalen gemeinnützigen Organisation für innovative Informationsfachleute und ihre strategischen Partner in Industrie, Regierung, akademischen Einrichtungen und anderen „spezialisierten“ Institutionen. Die Website, die in Zusammenarbeit mit Luna Imaging und TechEmpower entwickelt wurde, gewann 2002 den Webby Award für technische Leistungen.
Wenn ein Dokument auf der Website gefunden wird, wird es normalerweise von ausführlichen Metadaten begleitet, wie z. B. Autor, Veröffentlichungsdatum, Kurztitel, Typ, Abmessungen, Anmerkung(en), Bereich, vollständiger Titel des Dokuments, vollständiger Titel der Veröffentlichung, zu der es möglicherweise gehört, mit Anmerkungen, und Download-Möglichkeiten.

## Vorstandsposten
Seit Januar 2008 ist David Rumsey unter anderem Vorstandsmitglied bei:
- John Carter Brown Library
- Internet Archive
- Samuel H. Kress Foundation
- Stanford University Library Advisory Board
- Yale Library Associates (as a trustee)
- The Long Now Foundation
- Council on Library and Information Resources (CLIR)
- American Antiquarian Society